# توماس الناظم
توماس الناظم أو توماس الشاعر Thomas The Rhymer وهو معروف أيضا بتوماس أوف إرسلدون Thomas of Ercildoune وهي تدعى إيرلستون الآن حيث ولد فيها وأيضا توماس ليرمونتLearmont شاعر ومتنبئ اسكتلندي عاش في القرن الثالث عشر.
ربما كان كاتب سير تريستم وهي نسخة معارضة لحكاية تريستان طبعت لأول مرة عام 1804 من قبل السير والتر سكوت من نسخة لها عام 1300 تقريبا وهو معروف أكثر شيء في أغنية توماس الناظم التي وضعها سكوت في كتاب له عام 1802 حيث وضع مع مرلين ومتبصرين آخرين، والشاعر الروسي ميخائيل ليرمنتوف ادعى أن توماس جده.
تروى الحكايات الأسطورية مثلما قيل عنه في قصيدة من العصور الوسطى وأغنية من العصور الحديثة عنه حيث أنه كان يجلس عند شجرته المفضلة عند ضفة النهر في إيرلستون عندما أتته ملكة أرض الأقزام الجميلة بثوبها الأخضر من الحرير والمخمل على حصانها الجميل وأخذته إلى العالم الآخر وأرته عجائبه على ألا يتكلم عنها لأحد أو لن يعود لأرضه، وبعد سبع سنوات من خدمته في صمت أعطته اللسان الذي لا يكذب.
في حكايات أخرى تروي حياته كان توماس ابن امرأة ميتة استقبلته جنينا بعد موتها تحقيقا لنذر نذرته في حياتها وتقول كذلك انه ما زال يعيش في تلال الجنيات في تومناهوريخ في بلدة إنفرنيس وهو يحرس الفينيان (حماة البلاد عند الاسكتلنديين والأيرلنديين) حتى اليوم الذي تحتاجهم فيه اسكتلندا بشدة ومن وقت لآخر يظهر في الأسواق يشتري لهم الخيول ليقودوها.
من التنبؤات المنسوبة إليه توقعه موت الملك ألكسندر الثالث من اسكتلندا قبلها بيوم وذلك في ليلة عاصفة كما تنبأ بموقعة بانوكبرن وثورة اليعقوبيين (أنصار الملك جيمس) واتحاد عرشي اسكتلندا وإنكلترا.

## روابط خارجية
- توماس الناظم على موقع الموسوعة البريطانية (الإنجليزية)